# Om du möter många hinder
Om du möter många hinder är en svensk psalm med text och musik från 1958 av Egon Zandelin.

## Publikation
- Segertoner 1988 som nr 591 under rubriken "Att leva av tro - Helande till kropp och själ".[1]

### Fotnoter
1. 1 2  Heinerborg, Karl-Erik; Lennart Jernestrand (1988). Segertoner melodisångbok. Stockholm: Förlaget Filadelfia. Libris 911558